# Lagopus muta nadezdae
Lagopus muta nadezdae es una subespecie  de la familia Tetraonidae en el orden de los Galliformes. 

## Distribución geográfica
Se encuentra en las montañas de Siberia y Mongolia.